# Discografia lui Cristian Vasile
Discografia cântărețului Cristian Vasile cuprinde discuri de ebonită, de vinil, CD-uri, ce prezintă înregistrări realizate în perioada 1931 - 1940 în România (la București) și în străinătate (la Viena).
Discurile cântărețului au fost înregistrate la casele de discuri Odeon și Columbia.

## Discuri Odeon
| An   | Număr de catalog | Format                 | Piese                                                       | Acompaniament        |
| 1931 | A 199 570        | shellac, 25 cm, 78 RPM | Adio scumpa mea; Nu mă-ntreba                               | orchestra Dajos Béla |
| 1931 | A 199 571        | shellac, 25 cm, 78 RPM | Carmela mea; Bambina mea                                    | orchestra Dajos Béla |
| 1931 | A 199 572        | shellac, 25 cm, 78 RPM | Tu poți să-mi dai fericirea; Iubirea-i semn de întrebare    | orchestra Dajos Béla |
| 1931 | A 199 573        | shellac, 25 cm, 78 RPM | Dacă mâine vinovată; Lasă dorul să se culce                 | orchestra Dajos Béla |
| 1931 | A 199 574        | shellac, 25 cm, 78 RPM | În ochii tăi; Dorul                                         | orchestra Dajos Béla |
| 1931 | A 199 575        | shellac, 25 cm, 78 RPM | Tu nu ești întâia; Să nu te temi de un sărut                | orchestra Dajos Béla |
| 1931 | A 199 576        | shellac, 25 cm, 78 RPM | Am o iubită; Cel mai divin tango                            | orchestra Dajos Béla |
| 1931 | A 199 577        | shellac, 25 cm, 78 RPM | Garufa; Ritta                                               | orchestra Dajos Béla |
| 1931 | A 199 578        | shellac, 25 cm, 78 RPM | Păpușica mea; Cingolita                                     | orchestra Dajos Béla |
| 1931 | A 199 579        | shellac, 25 cm, 78 RPM | Spune; Sărutul tău e-un vis de Mai                          | orchestra Dajos Béla |
| 1931 | A 199 580        | shellac, 25 cm, 78 RPM | Manuela; Mi-ești drag                                       | orchestra Dajos Béla |
| 1931 | A 199 581        | shellac, 25 cm, 78 RPM | Îți dau inima mea; Și tu vei plânge                         | orchestra Dajos Béla |
| 1931 | A 199 582        | shellac, 25 cm, 78 RPM | E vina ta; Ași vrea                                         | orchestra Dajos Béla |
| 1931 | A 199 583        | shellac, 25 cm, 78 RPM | Nana Nanita; Crede                                          | orchestra Dajos Béla |
| 1931 | A 199 584        | shellac, 25 cm, 78 RPM | Sunt foarte pudic Madame; O noapte în Monte Carlo           | orchestra Dajos Béla |
| 1931 | A 199 585        | shellac, 25 cm, 78 RPM | Nușa; Zaraza                                                | orchestra Dajos Béla |
| 1931 | A 199 586        | shellac, 25 cm, 78 RPM | Ce-ar fi; Un tango spaniol                                  | orchestra Dajos Béla |
| 1931 | A 199 587        | shellac, 25 cm, 78 RPM | Soupçons; Tu m’appartiens                                   | orchestra Dajos Béla |
| 1931 | A 199 588        | shellac, 25 cm, 78 RPM | Minciuna; Nu plânge                                         | orchestra Dajos Béla |
| 1931 | A 199 589        | shellac, 25 cm, 78 RPM | Nu știu; Morfina                                            | orchestra Dajos Béla |
| 1931 | A 199 590        | shellac, 25 cm, 78 RPM | Garcita; Ma veți erta coniță                                | orchestra Dajos Béla |
| 1932 | A 199 591        | shellac, 25 cm, 78 RPM | De ce mi-ai zâmbit Mona-Lisa?; Iubirea e un joc bizar       | orchestra Dajos Béla |
| 1932 | A 199 592        | shellac, 25 cm, 78 RPM | Siboney; De închiriat                                       | orchestra Dajos Béla |
| 1932 | A 199 593        | shellac, 25 cm, 78 RPM | Jyra, Jyra; Amintiri                                        | orchestra Dajos Béla |
| 1932 | A 199 594        | shellac, 25 cm, 78 RPM | Îți mai aduci aminte Doamnă; Sărutul tău n-am să-l pot uita | orchestra Dajos Béla |
| 1932 | A 199 595        | shellac, 25 cm, 78 RPM | Dă-mi câte puțin din tot ce ai; Dragoste n-a fost           | orchestra Dajos Béla |
| 1932 | A 199 596        | shellac, 25 cm, 78 RPM | Vino; Minte-mă                                              | orchestra Dajos Béla |
| 1932 | A 199 597        | shellac, 25 cm, 78 RPM | Nunuța; Ai fost odată                                       | orchestra Dajos Béla |
| 1932 | A 199 598        | shellac, 25 cm, 78 RPM | Să nu iubești prea mult femeia; Ilona                       | orchestra Dajos Béla |
| 1932 | A 199 599        | shellac, 25 cm, 78 RPM | Tu minți asa frumos; Tu nu știi să iubești                  | orchestra Dajos Béla |
| 1932 | A 199 600        | shellac, 25 cm, 78 RPM | Ești frumoasă Domnișoară; În Santa Lucia                    | orchestra Dajos Béla |
| 1932 | A 199 601        | shellac, 25 cm, 78 RPM | Uită; Dă-mi câte puțin din tot ce ai                        | orchestra Dajos Béla |

## Discuri Columbia

### Seria Dv
| An   | Număr de catalog | Format                 | Piese                                                           | Acompaniament                                         |
| 1931 | Dv 439           | shellac, 25 cm, 78 RPM | Dar ești la fel Minciuna                                        | Frank Fox Tanzorchester                               |
| 1931 | Dv 440           | shellac, 25 cm, 78 RPM | Aș vrea să fii a mea o noapte Mai cântă-mi iar romanța          | Frank Fox Tanzorchester                               |
| 1931 | Dv 441           | shellac, 25 cm, 78 RPM | Ce-ar fi Ți-amintești                                           | Frank Fox Tanzorchester                               |
| 1931 | Dv 442           | shellac, 25 cm, 78 RPM | Plâng iubito Un tango spaniol                                   | Frank Fox Tanzorchester                               |
| 1931 | Dv 443           | shellac, 25 cm, 78 RPM | Inimă, Inimă Frumoasa mea eu te ador                            | Frank Fox Tanzorchester                               |
| 1931 | Dv 444           | shellac, 25 cm, 78 RPM | Ce-ar fi Frumoasa mea eu te ador                                | Frank Fox Tanzorchester                               |
| 1932 | Dv 1206          | shellac, 25 cm, 78 RPM | Minte-mă Ilona                                                  | Frank Fox Tanzorchester                               |
| 1932 | Dv 1207          | shellac, 25 cm, 78 RPM | Rumba, rumba peste tot Oh Mo'Nah                                | Frank Fox Tanzorchester                               |
| 1932 | Dv 1208          | shellac, 25 cm, 78 RPM | Așa mi-e scris Marcitta                                         | Frank Fox Tanzorchester                               |
| 1932 | Dv 1209          | shellac, 25 cm, 78 RPM | Dă-mi o clipă de iubire Romagnola                               | Frank Fox Tanzorchester                               |
| 1932 | Dv 1210          | shellac, 25 cm, 78 RPM | Suflet candriu Rosita                                           | Frank Fox Tanzorchester                               |
| 1932 | Dv 1211          | shellac, 25 cm, 78 RPM | Tu nu ești cea din urmă Napolitana                              | Frank Fox Tanzorchester                               |
| 1932 | Dv 1212          | shellac, 25 cm, 78 RPM | Trist e că dragostea-i doar un vis Aș vrea s-alint cu o privire | Frank Fox Tanzorchester                               |
| 1932 | Dv 1213          | shellac, 25 cm, 78 RPM | De ce mă minți Mi-e dor                                         | Frank Fox Tanzorchester                               |
| 1932 | Dv 1214          | shellac, 25 cm, 78 RPM | Beau Cântecul uitarei                                           | Frank Fox Tanzorchester                               |
| 1932 | Dv 1215          | shellac, 25 cm, 78 RPM | Un cuib de ramuri Vreau o păpușă                                | Frank Fox Tanzorchester                               |
| 1932 | Dv 1216          | shellac, 25 cm, 78 RPM | Gândește-te la mine Lola                                        | Frank Fox Tanzorchester                               |
| 1932 | Dv 1217          | shellac, 25 cm, 78 RPM | Cântă vioară Carmencita                                         | Frank Fox Tanzorchester                               |
| 1933 | Dv 1225          | shellac, 25 cm, 78 RPM | Iubesc femeia Un tango                                          | Frank Fox Tanzorchester                               |
| 1933 | Dv 1226          | shellac, 25 cm, 78 RPM | A fost odată un poet Așa fată nu-i de uitat                     | Frank Fox Tanzorchester                               |
| 1933 | Dv 1227          | shellac, 25 cm, 78 RPM | Femeia eterna poveste Mâine                                     | Frank Fox Tanzorchester                               |
| 1933 | Dv 1228          | shellac, 25 cm, 78 RPM | Vreau o singură stea Ochii tăi m-au vrăjit                      | Frank Fox Tanzorchester                               |
| 1933 | Dv 1229          | shellac, 25 cm, 78 RPM | Numai plânge baby Seniorita mea                                 | Frank Fox Tanzorchester                               |
| 1933 | Dv 1230          | shellac, 25 cm, 78 RPM | Ochii negri Aprinde o țigară                                    | Frank Fox Tanzorchester                               |
| 1933 | Dv 1231          | shellac, 25 cm, 78 RPM | Dă-mi o zi din viața ta Seniorita                               | Frank Fox Tanzorchester                               |
| 1933 | Dv 1232          | shellac, 25 cm, 78 RPM | O fetiță când iubești Lulu, Lulu vino                           | Frank Fox Tanzorchester                               |
| 1933 | Dv 1233          | shellac, 25 cm, 78 RPM | Mi-e inima un mic salon Azi cânt numai pentru tine              | Frank Fox Tanzorchester                               |
| 1933 | Dv 1234          | shellac, 25 cm, 78 RPM | Bianca Adio Doamnă                                              | Frank Fox Tanzorchester                               |
| 1933 | Dv 1235          | shellac, 25 cm, 78 RPM | Dulce ești Lulu                                                 | Frank Fox Tanzorchester                               |
| 1933 | Dv 1236          | shellac, 25 cm, 78 RPM | Cântă-mi țigane Ușor se uită jurăminte                          | Frank Fox Tanzorchester                               |
| 1933 | Dv 1237          | shellac, 25 cm, 78 RPM | Sărută-mă Mara                                                  | Frank Fox Tanzorchester                               |
| 1933 | Dv 1238          | shellac, 25 cm, 78 RPM | Lona I love you my little lady                                  | Frank Fox Tanzorchester                               |
| 1933 | Dv 1239          | shellac, 25 cm, 78 RPM | Plângi inima mea Iubește-mă                                     | Frank Fox Tanzorchester                               |
| 1933 | Dv 1240          | shellac, 25 cm, 78 RPM | Vin, cânt și femei Dunărea albastră                             | orchestra Josef Holzer                                |
| 1934 | Dv 1250          | shellac, 25 cm, 78 RPM | Azi noapte te-am visat Surâsul tău e un poem divin              | orchestra Honigsberg-Albahary Frank Fox Tanzorchester |
| 1934 | Dv 1251          | shellac, 25 cm, 78 RPM | Când felinarele s-aprind Sub balcon eu ți-am cântat o serenadă  | orchestra Honigsberg-Albahary                         |
| 1934 | Dv 1252          | shellac, 25 cm, 78 RPM | Ași vrea să-ți spun ; O poveste-i iubirea                       | orchestra Honigsberg-Albahary                         |
| 1934 | Dv 1267          | shellac, 25 cm, 78 RPM | Te-am așteptat plângând Adio, nu mă uita                        | orchestra Honigsberg-Albahary                         |
| 1934 | Dv 1268          | shellac, 25 cm, 78 RPM | Scrisoare de amor De ce mi-ai spus că mă iubești                | orchestra Josef Holzer                                |
| 1934 | Dv 1272          | shellac, 25 cm, 78 RPM | De-ai ști cât îmi ești de dragă Micuță Yvone                    | orchestra Elly Roman                                  |
| 1934 | Dv 1273          | shellac, 25 cm, 78 RPM | Doamnă, vreau să vă cunosc adresa Când iubești                  | orchestra Honigsberg-Albahary                         |
| 1934 | Dv 1274          | shellac, 25 cm, 78 RPM | O fată ca Lizette Nu-mi cere                                    | orchestra Honigsberg-Albahary Frank Fox Tanzorchester |
| 1934 | Dv 1275          | shellac, 25 cm, 78 RPM | Numai pe tine Ei da, așa ceva                                   | orchestra Honigsberg-Albahary                         |
| 1934 | Dv 1276          | shellac, 25 cm, 78 RPM | Nu vă jucați doamne și domni Ai să vezi                         | orchestra Honigsberg-Albahary                         |
| 1934 | Dv 1277          | shellac, 25 cm, 78 RPM | Un vals divin Să cântăm                                         | orchestra Honigsberg-Albahary                         |
| 1934 | Dv 1278          | shellac, 25 cm, 78 RPM | La căsuța albă Armenita                                         | orchestra A. Pauscher orchestra Harry Sandauer        |
| 1934 | Dv 1279          | shellac, 25 cm, 78 RPM | Iubirea-i doar o glumă Fără tine                                | orchestra Harry Sandauer                              |
| 1935 | Dv 1280          | shellac, 25 cm, 78 RPM | Pe ploaie Ochii tăi sunt lumina mea                             | orchestra Harry Sandauer                              |
| 1935 | Dv 1281          | shellac, 25 cm, 78 RPM | Dormi, somn usor, dragă baby De m-ai iubi și tu așa             | orchestra Harry Sandauer                              |
| 1935 | Dv 1282          | shellac, 25 cm, 78 RPM | Cânta pe înserat un trecător Mica                               | orchestra Harry Sandauer                              |
| 1935 | Dv 1283          | shellac, 25 cm, 78 RPM | Pentru tine am făcut nebunii Vin, vin                           | orchestra Harry Sandauer                              |
| 1935 | Dv 1286          | shellac, 25 cm, 78 RPM | Sus paharul Tu nu știi ce e dorul                               | orchestra Adolf Pauscher orchestra H. Sandauer        |
| 1935 | Dv 1287          | shellac, 25 cm, 78 RPM | Dă-mi să beau, vreau să uit N-am parale                         | orchestra H. Sandauer orchestra Adolf Pauscher        |
| 1935 | Dv 1288          | shellac, 25 cm, 78 RPM | Numai cred în tine Sărmana inimă                                | orchestra Harry Sandauer                              |
| 1935 | Dv 1289          | shellac, 25 cm, 78 RPM | E primăvară Te-am văzut aseară la fereastră                     | orchestra Adolf Pauscher orchestra H. Sandauer        |

### Seria Dr
| An   | Număr de catalog | Format                 | Piese                                                            | Acompaniament               |
| 1936 | Dr 3             | shellac, 25 cm, 78 RPM | Frumoase mâini; Ochii tăi sunt lumina mea                        | orchestra Honigsberg-Hecker |
| 1936 | Dr 4             | shellac, 25 cm, 78 RPM | Cărăruie, du-mă iar; Să vii                                      | orchestra Honigsberg-Hecker |
| 1936 | Dr 5             | shellac, 25 cm, 78 RPM | Pentru o femeie; La geamul tău luminat                           | orchestra Honigsberg-Hecker |
| 1936 | Dr 6             | shellac, 25 cm, 78 RPM | Luna; Pachita                                                    | orchestra Honigsberg-Hecker |
| 1936 | Dr 7             | shellac, 25 cm, 78 RPM | Într-o noapte cu lună; Mereu                                     | orchestra Elly Roman        |
| 1936 | Dr 16            | shellac, 25 cm, 78 RPM | Anișoara; Plângi inimă                                           | orchestra Honigsberg-Hecker |
| 1936 | Dr 17            | shellac, 25 cm, 78 RPM | Zi și noapte; Vino la fereastra mea diseară                      | orchestra Honigsberg-Hecker |
| 1936 | Dr 47            | shellac, 25 cm, 78 RPM | Pe cer s-a stins o singură stea; De ce să pleci                  | orchestra Ernst Honigsberg  |
| 1936 | Dr 64            | shellac, 25 cm, 78 RPM | Un cântec de țigan pribeag; Havana                               | orchestra Elly Roman        |
| 1936 | Dr 65            | shellac, 25 cm, 78 RPM | Îți cânt iubirea mea; Te-am iubit prea mult                      | orchestra Elly Roman        |
| 1936 | Dr 66            | shellac, 25 cm, 78 RPM | La revedere; Nu!                                                 | orchestra Ernst Honigsberg  |
| 1936 | Dr 69            | shellac, 25 cm, 78 RPM | Amor, amor; Hai troică                                           | orchestra Elly Roman        |
| 1936 | Dr 70            | shellac, 25 cm, 78 RPM | Cânta un bătrân flașnetar; Ce vrei să-ti scriu                   | orchestra Ernst Honigsberg  |
| 1936 | Dr 71            | shellac, 25 cm, 78 RPM | Cum te chiamă; Când?                                             | orchestra Ernst Honigsberg  |
| 1936 | Dr 73            | shellac, 25 cm, 78 RPM | Cântă; Să nu spui niciodată nu                                   | orchestra Ernst Honigsberg  |
| 1936 | Dr 75            | shellac, 25 cm, 78 RPM | Ne-am cunoscut în carnaval; Nu!                                  | orchestra Ernst Honigsberg  |
| 1936 | Dr 76            | shellac, 25 cm, 78 RPM | Te-am supărat; Țigane taci!                                      | orchestra Ernst Honigsberg  |
| 1936 | Dr 94            | shellac, 25 cm, 78 RPM | De ce te uiți la mine; Natașa                                    | orchestra Ernst Honigsberg  |
| 1936 | Dr 95            | shellac, 25 cm, 78 RPM | Sunt singur; Nu-mi mai cântă nimenea la geam                     | orchestra Ernst Honigsberg  |
| 1936 | Dr 96            | shellac, 25 cm, 78 RPM | Nu-i ușor frumoasă Doamnă; Donna Dolores                         | orchestra Ernst Honigsberg  |
| 1937 | Dr 100           | shellac, 25 cm, 78 RPM | Să-mi dai batista ta ca amintire; Cânta în noapte o balalaică    | orchestra George Corologos  |
| 1937 | Dr 103           | shellac, 25 cm, 78 RPM | Ai adormit crâșmare la tejghea; Cântă marinare                   | orchestra Ernst Honigsberg  |
| 1937 | Dr 104           | shellac, 25 cm, 78 RPM | Garoafa ce mi-am pus la butonieră; Plâng trei corzi de balalaică | orchestra Ernst Honigsberg  |
| 1937 | Dr 105           | shellac, 25 cm, 78 RPM | O nu m-abandona; Povestea vieții mele                            | orchestra Ernst Honigsberg  |
| 1937 | Dr 133           | shellac, 25 cm, 78 RPM | Să sboare săniuța; Cântau țiganii                                | orchestra Ernst Honigsberg  |
| 1937 | Dr 134           | shellac, 25 cm, 78 RPM | Ne-a surprins luna; Iamă-n inimioara ta                          | orchestra Ernst Honigsberg  |
| 1937 | Dr 135           | shellac, 25 cm, 78 RPM | Katiușa; Să-mi cânți țigane                                      | orchestra Ernst Honigsberg  |
| 1937 | Dr 136           | shellac, 25 cm, 78 RPM | Rămâi; Povestea vieții mele                                      | orchestra Ernst Honigsberg  |
| 1937 | Dr 137           | shellac, 25 cm, 78 RPM | Am plâns de dorul tău; Nu te gândești la mine                    | orchestra Ernst Honigsberg  |
| 1937 | Dr 143           | shellac, 25 cm, 78 RPM | Într-o prăvălioară undeva; O mică floare                         | orchestra Elly Roman        |
| 1937 | Dr 144           | shellac, 25 cm, 78 RPM | Am rămas fără iubire; De-acum nu ne vom mai certa                | orchestra Elly Roman        |
| 1937 | Dr 150           | shellac, 25 cm, 78 RPM | Până-n zori; Odată                                               | orchestra Ernst Honigsberg  |
| 1937 | Dr 152           | shellac, 25 cm, 78 RPM | Nu-i adevărat că te-am iubit; Nu-i nimeni pe stradă              | orchestra Ernst Honigsberg  |
| 1937 | Dr 155           | shellac, 25 cm, 78 RPM | Și eu am fost student odată; Un tango de adio                    | orchestra Heinz Sandauer    |
| 1937 | Dr 156           | shellac, 25 cm, 78 RPM | Mariana; Romanța flașnetarului                                   | orchestra Heinz Sandauer    |
| 1937 | Dr 157           | shellac, 25 cm, 78 RPM | Ce frumos parfum ai tu; Ghicește ce ași vrea sa-ți spun          | orchestra Heinz Sandauer    |
| 1937 | Dr 158           | shellac, 25 cm, 78 RPM | Un șal, o floare și-un tango; Te aștept și mâine                 | orchestra Heinz Sandauer    |
| 1937 | Dr 159           | shellac, 25 cm, 78 RPM | Povestea unui pierde vară; O zi                                  | orchestra Heinz Sandauer    |
| 1937 | Dr 170           | shellac, 25 cm, 78 RPM | M-am îndrăgostit de tine; Să pui ca semn o floare la fereastră   | orchestra Ernst Honigsberg  |
| 1937 | Dr 179           | shellac, 25 cm, 78 RPM | E ultima seară; Azi nu mai am lacrimi să plâng                   | orchestra Ernst Honigsberg  |
| 1937 | Dr 194           | shellac, 25 cm, 78 RPM | O lacrimă în ochii tăi; Un cântec trist                          | orchestra Ernst Honigsberg  |
| 1938 | Dr 229           | shellac, 25 cm, 78 RPM | Îmi pare rău că te iubesc; Negri sunt ochii ce-i visez           | orchestra Ernst Honigsberg  |
| 1938 | Dr 230           | shellac, 25 cm, 78 RPM | De ce plângi dacă nu iubești; Ți-am făcut iubito versuri         | orchestra Ernst Honigsberg  |
| 1938 | Dr 231           | shellac, 25 cm, 78 RPM | Hai Babușka; Un plânset de țigan                                 | orchestra Ernst Honigsberg  |
| 1938 | Dr 232           | shellac, 25 cm, 78 RPM | Dac-am fi împreună; Tangoul tristeții                            | orchestra Ernst Honigsberg  |
| 1938 | Dr 234           | shellac, 25 cm, 78 RPM | Stinge lampa; Noapte după noapte beau                            | orchestra Ernst Honigsberg  |
| 1938 | Dr 235           | shellac, 25 cm, 78 RPM | Te-am vaîzut plângând aseară; Du-te                              | orchestra Ernst Honigsberg  |
| 1938 | Dr 236           | shellac, 25 cm, 78 RPM | Peste drum de casa dumitale; Vin mândruțo                        | orchestra Victor Predescu   |
| 1939 | Dr 253           | shellac, 25 cm, 78 RPM | Degeaba te-ntristezi; M-am îndrăgostit de-o stea                 | orchestra Ernst Honigsberg  |
| 1939 | Dr 254           | shellac, 25 cm, 78 RPM | Eu nu te-am mințit niciodată; Cu tine ași vrea să plec departe   | orchestra Ernst Honigsberg  |
| 1939 | Dr 264           | shellac, 25 cm, 78 RPM | Vreau să te uit; Să-mi dai scrisorile înapoi                     | orchestra George Corologos  |
| 1939 | Dr 265           | shellac, 25 cm, 78 RPM | E miez de noapte; Te-am cunoscut prea târziu                     | orchestra George Corologos  |
| 1940 | Dr 287           | shellac, 25 cm, 78 RPM | Zâmbește-mi măcar odată; Mă tem de sărutarea ta                  | orchestra George Corologos  |
| 1940 | Dr 300           | shellac, 25 cm, 78 RPM | Doi ochi frumoși; O lacrimă de dor                               | orchestra George Corologos  |
| 1940 | Dr 301           | shellac, 25 cm, 78 RPM | Ca în vis; Spune-mi                                              | orchestra George Corologos  |
| 1940 | Dr 302           | shellac, 25 cm, 78 RPM | Am crezut că te iubesc; Încearcă și mă uită                      | orchestra George Corologos  |

## Discuri Electrecord
| An   | Număr de catalog                                     | Format                     | Piese | Acompaniament |
| 1966 | EDC 706                                              | vinil, 17 cm, 33 ⅓ RPM     | 1. Zaraza 2. Pe cer s-a stins o singură stea 3. Ce vrei să-ți scriu 4. Aprinde o țigare | orchestră     |
| 1968 | EDC 945                                              | vinil, 17 cm, 33 ⅓ RPM     | 1. Iubesc Femeia 2. Te-am supărat 3. De ce te uiți la mine 4. Cărăruie, du-mă iar | orchestră     |
| 1981 | EDE 1835 Melodii aproape uitate                      | vinil, LP, 30 cm, 33 ⅓ RPM | 1. Vreau o singură stea 2. Ochii tăi m-au vrăjit 3. De ce mi-ai spus că mă iubești 4. Dă-mi câte puțin din tot ce ai 5. Uită 6. Jyra, Jyra 7. Nunuța 8. Ai fost odată 9. Plângi, inimioara mea 10. Iubește-mă 11. Așa mi-e scris 12. Ilona 13. Minte-mă 14. Tu nu știi să iubești | orchestră     |
| 2000 | EDC 359 Melodii din Bucureștiul de odinioară Vol. 1  | compact disc               | 1. Iubesc Femeia 4. Zaraza 10. Pentru tine am făcut nebunii 12. Pe boltă când apare luna 15. Pe cer s-a stins o singură stea 16. Cărăruie, du-mă iar 18. Aprinde o țigare 19. Minte-mă 20. Nunuțo                                                                                 | orchestră     |
| 2000 | EDC 381 Melodii din Bucureștiul de odinioară Vol. 2  | compact disc               | 2. Ilona 4. Dac'am fi împreună 7. Dă-mi câte puțin din tot ce ai 10. Sărută-mă 13. Uită! 15. Tu nu știi să iubești 17. Ochii tăi m'au vrăjit 19. De ce te uiți la mine 21. De ce mi-ai spus că mă iubești 23. În ochii tăi fermecători                                            | orchestră     |
| 2001 | EDC 395 Melodii din Bucureștiul de odinioară Vol. 3  | compact disc               | 2. Jyra, Jyra 4. Ce-ar fi 7. Ce vrei să-ți scriu 10. Nușa 13. Te-am supărat 15. Nu! 19. Frumoasa mea eu te ador 21. Iubește-mă! | orchestră     |
| 2010 | EDC 981 Melodii din Bucureștiul de odinioară Vol. 6  | compact disc               | 1. Stinge lampa 4. Garoafa ce mi-am pus la butonieră 5. La revedere 12. Ușor se uită jurăminte 15. M-am îndrăgostit de-o stea 17. Cântă marinare 19. Mâine 22. Dă-mi o zi din viața ta                                                                                            | orchestră     |
| 2011 | EDC 1018 Melodii din Bucureștiul de odinioară Vol. 7 | compact disc               | 2. Un tango spaniol 7. Aș vrea să fii a mea o noapte 10. Să nu te temi de un sărut 13. Tu nu ești întâia 15. E vina ta 19. Dacă mâine vinovata | orchestră     |
| 2011 | EDC 1019 Melodii din Bucureștiul de odinioară Vol. 8 | compact disc               | 3. A fost odată un poet 7. De-ai ști cât îmi ești de dragă 15. O fată ca Lizette 19. Am o iubită | orchestră     |

## Star Media Music
| An   | Număr de catalog                    | Format       | Piese | Acompaniament |
| 2010 | SMM050 Maestrul tangourilor, Vol. 1 | compact disc | 1. Garoafa ce mi-am pus la butonieră 2. Nu-mi mai cântă nimenea la geam 3. Ne-am cunoscut în carnaval 4. Aș vrea să fii a mea o noapte 5. A fost odată un poet 6. Gândește-te la mine 7. Beau 8. Romagnola 9. Așa fată nu-i de uitat 10. E primăvară 11. Scrisoarea de amor 12. Plâng trei corzi de balalaică 13. Nu-i ușor, frumoasă doamnă 14. Bianca 15. Într-o noapte cu lună 16. Te-am văzut aseară la fereastră 17. Ei da, așa ceva 18. Țigane taci! 19. Și eu am fost student odată 20. Să vii 21. Nu-i adevărat că te-am iubit 22. La revedere | orchestră     |